# Plagithmysus mezoneuri
Plagithmysus mezoneuri là một loài bọ cánh cứng trong họ Cerambycidae.